# Перший автомобільний
Перший Автомобільний — єдиний український телеканал, присвячений виключно автомобільній тематиці.

## Про канал
Розпочав тестову трансляцію 5 травня 2008 року на базі продакшн-студії «Світ ТВ». Перший Автомобільний телеканал доступний глядачам на супутнику Eutelsat W4 (HTB+), у базових цифрових пакетах кабельної мережі «Воля-кабель», телемережі «Maximum TV», телемережі «Крам» та у більш ніж 100 мережах регіональних кабельних операторів України.
В ефірі каналу:
- Інформація про автомобільні виставки та презентації.
- Товари і послуги для автомобілістів.
- Поради автоекспертів.
- Автомобільні тести.
- Автомобільні тележурнали.
- Випуски новин.

У розкладі трансляції каналу — програми власного виробництва («Екіпаж», «Модельний ряд», «Перший тест», «У світ за очі», «Автостоп», «Небитий шлях» та інші), телевізійні цикли російських та інших закордонних виробників (тележурнали «Car Magazine», «4х4 Adventure», «Motorsport Mundial» та інші), а також трансляції спортивних подій світу авто- і мотоспорту.
З 5 жовтня 2008 року Перший Автомобільний телеканал розпочав показ повного зібрання сезонів 2002-08 років програми Top Gear — телевізійного шоу про автомобілі виробництва ВВС.
- Цільова аудиторія каналу — глядачі 18-55 років, переважно мешканці міст із населенням понад 50 тисяч осіб.

Телеканал входить до складу групи медіа-компаній AC Media.
З 7 травня 2018 року телеканал мовить у широкому форматі 16:9.

## Технічні характеристики
Телеканал має стандартну роздільну здатність — 720x576 16:9 та високу роздільну здатність — 1920×1080 16:9.

## Програми власного виробництва
Екіпаж
Програма, яка поєднує інформацію про автомобілі, тенденції та новинки автомобільного ринку і неординарну оцінку тест-автомобілів. У тесті «Екіпажу» автомобіль оцінюється з точки зору дизайну, експлуатаційних показників і комфорту.
Перший тест
В основу програми покладено класичний тест-драйв. Тест розділений на три блоки: «Кузов і салон», «Двигун і ходова частина», «Вартість експлуатації». Ведучий програми оцінює автомобілі, виставляючи їм бали (максимальна кількість балів, яку може отримати авто у кожному блоці тесту — 10). Одним із основних критеріїв відбору автомобілів для тесту є його новизна.
Модельний ряд
Програма розповідає про автомобільні бренди, представлені на українському ринку. Ідея програми полягає у деталізованому показі конкретної моделі, розповіді про історію її виникнення і попередні модельні гами.
Автостоп
Телепередача для любителів мандрівок, водіїв та прихильників автостопу. Ведучий розповідає про тонкощі автостопу в різних країнах світу і особисто випробовує всі особливості цього різновиду подорожей.
Небитий шлях
Невідома придорожня Україна. В основу програми покладено короткі сюжети про історичні й культурні пам'ятки чи просто живописні місця України.
У світ за очі
Програму присвячено туризму як в Україні, так і за її межами. Короткі 3-хвилинні сюжети зосереджені на історичних пам'ятках, різних місцях та аспектах відпочинку.
Зроблено на сто